# 善賢駅
善賢駅（ぜんけんえき）は、中華人民共和国浙江省杭州市拱墅区沈半路に位置する杭州地下鉄3号線と5号線の駅。

## 歴史
- 2019年6月24日：5号線の駅として開業[1]。
- 2022年2月21日：3号線の駅が開業し、乗換駅となる[2]。
- 2023年6月28日：商店街「覓花街」がオープン[3]。

## 駅構造
3号線と5号線はともに島式ホーム1面2線の地下駅である。3号線新天地街侧、5号線拱宸橋東侧には上下線を接続する片渡り線が設置されており、さらに3号線呉山前村・石馬方面と5号線南湖東方面の間には連絡線が敷設されていて、3号線から5号線への進入は順方向接続となっている。

### のりば
案内上ののりば番号は設定されていない。
| 路線                   | 方向 | 行先                                   |
| ---------------------- | ---- | -------------------------------------- |
| 5号線ホーム（地下2階） |      |                                        |
| ■ 5号線                | 下り | 南湖東方面                             |
| ■ 5号線                | 上り | 城站・火車南站・姑娘橋方面             |
| 3号線ホーム（地下3階） |      |                                        |
| ■ 3号線                | 下り | 武林広場・火車西站・呉山前村・石馬方面 |
| ■ 3号線                | 上り | 星橋方面                               |

（出典：杭州地下鉄：站内空间示意图）

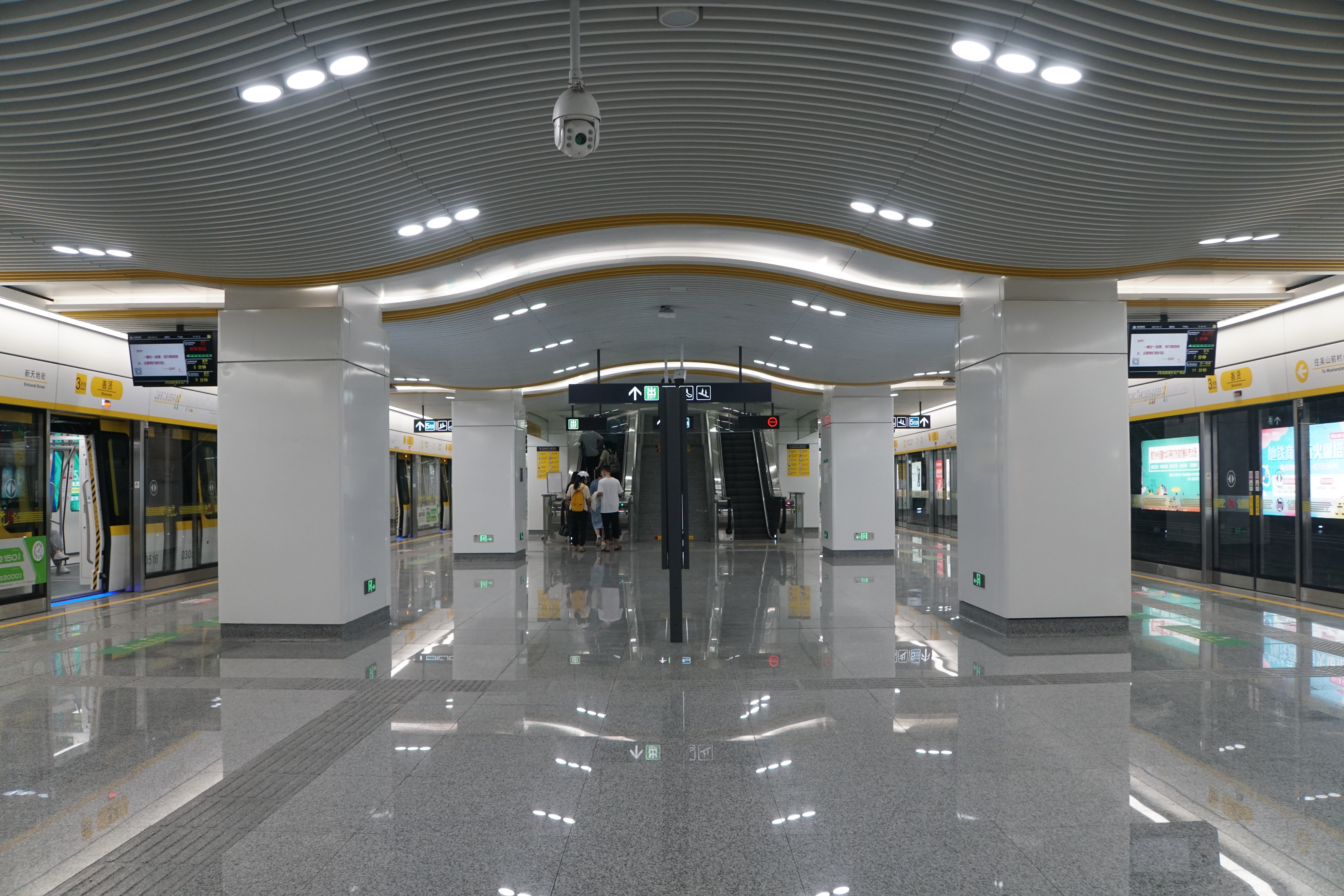
3号線ホーム
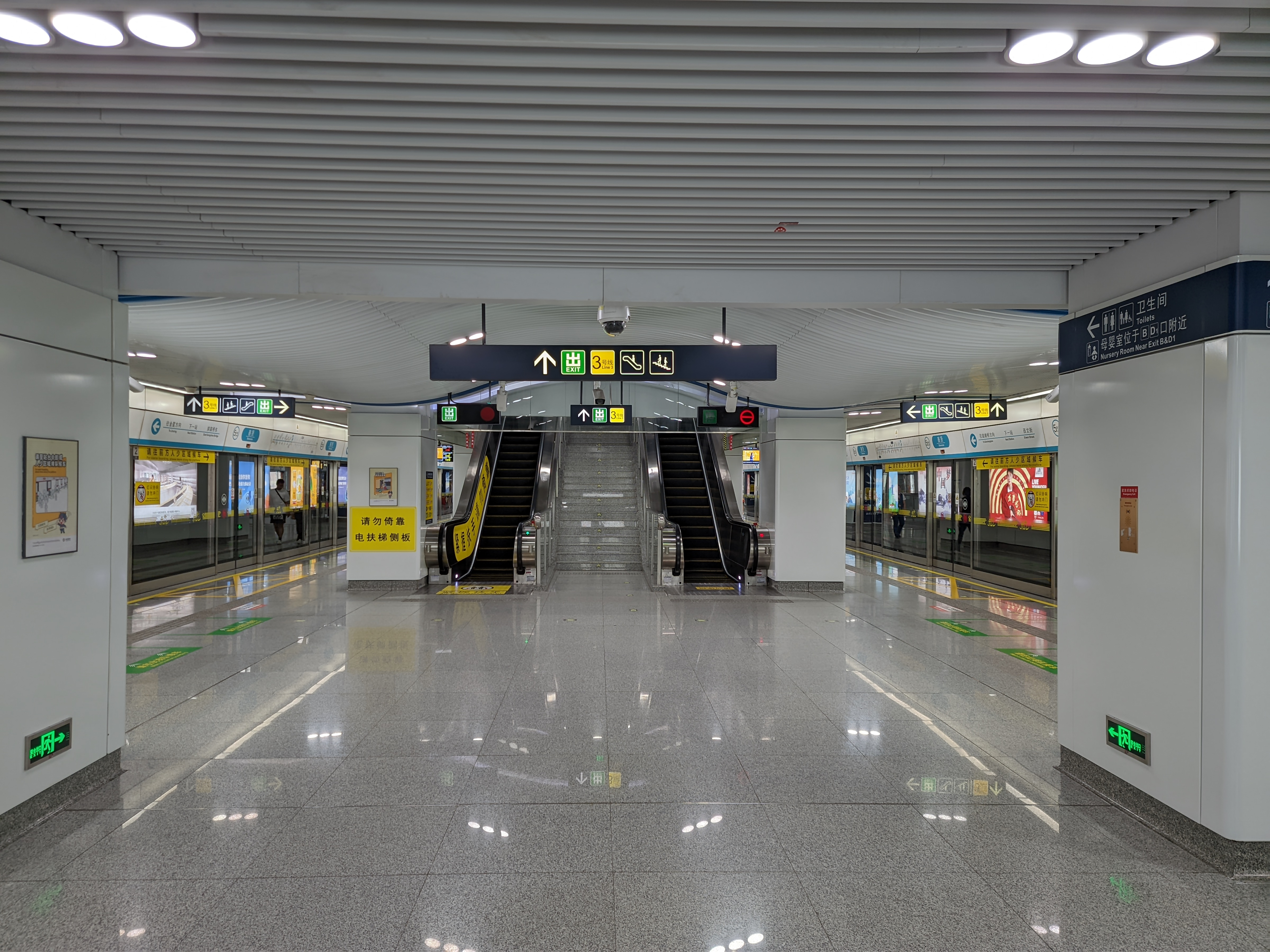
5号線ホーム
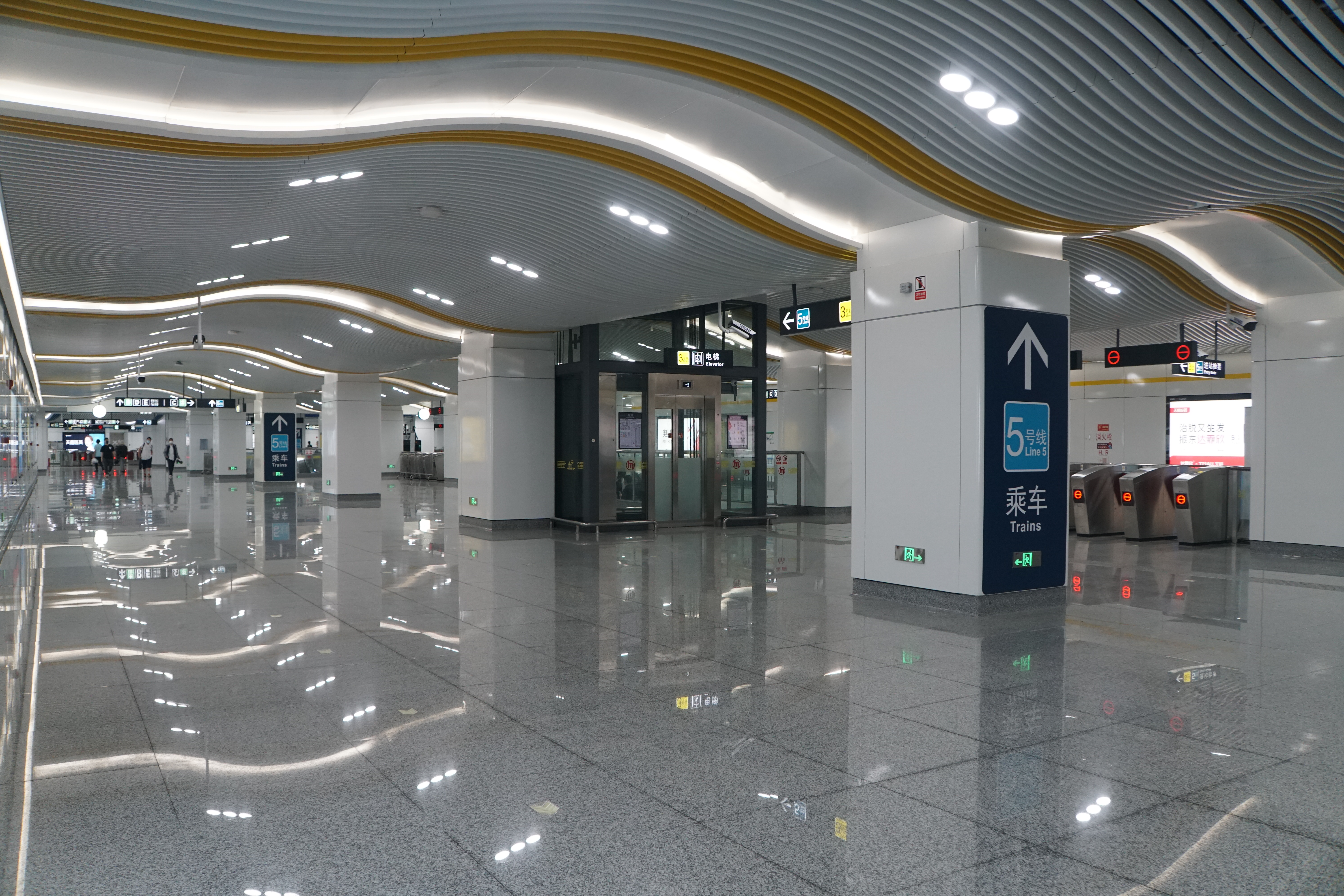
コンコース
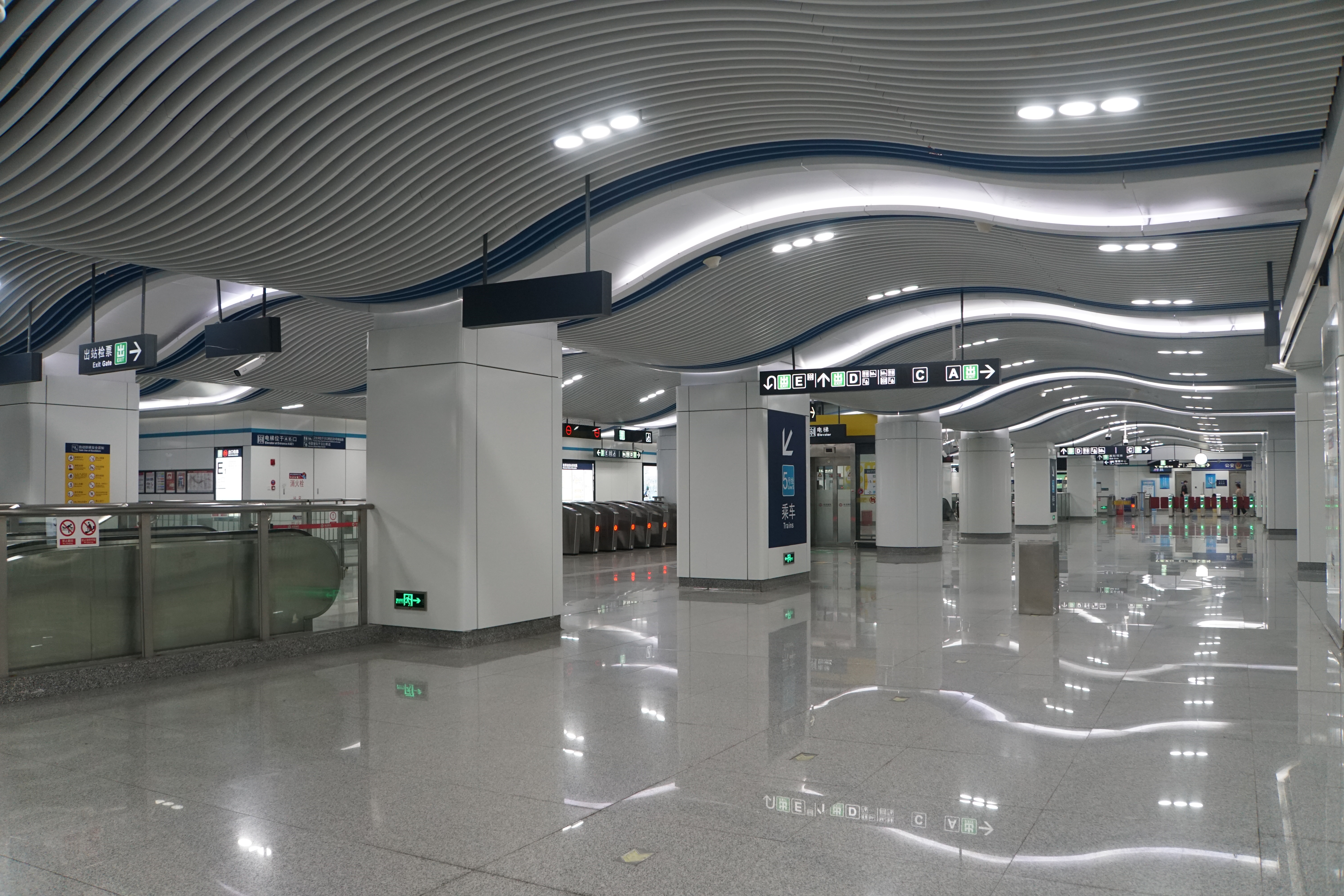
コンコース

### 地下商店街
地下商店街は地下1階に位置し、3号線の片渡り線真上に立地しており、飲食店を中心とした店舗構成となっている。

## 駅周辺
- 善賢人家
- 鵬龍商務ビル
- 陸家苑
- 浙江樹人学院（中国語版）
- 鵬錦商務ビル
- 杭州芸術学校
- 七古登社区
- 偉華苑
- 浙江大学城市学院（中国語版）

## 隣の駅
杭州地下鉄
■ 3号線
大関駅 - 善賢駅 - 新天地街駅
■ 5号線
拱宸橋東駅 - 善賢駅 - 西文街駅